# Gustav Herglotz
Gustav Herglotz (2. února 1881 Volary – 22. března 1953 Göttingen) byl německý fyzik a matematik českoněmeckého původu. Studoval ve Vídni, Mnichově a Göttingen, kde se také později stal profesorem aplikované matematiky. Nejznámější jsou jeho příspěvky k rozvoji teorie relativity, učinil však objevy také v jiných oblastech matematiky a fyziky.